# Thierry Lentz
Thierry Lentz (Metz, 1959) es un historiador francés, especializado en el estudio del Consulado y el Primer Imperio. Desde el año 2000 dirige la Fundación Napoleón.

## Biografía
Nacido en el seno de una familia obrera, descubrió la figura de Napoleón cuando solo tenía diez años ―con motivo de los actos conmemorativos del bicentenario de su nacimiento que se celebraron en 1969― y a él y a su época le dedicará su actividad investigadora y divulgativa. Sin embargo, no estudió historia sino derecho y ciencia política en la Universidad de Nancy donde se graduó en 1982, aunque su tesis de licenciatura en derecho público trató sobre «La administración prefectoral en Mosela bajo el Consulado y el Imperio». Le siguió un libro que publicó en 1986 titulado La Moselle et Napoléon. Para ganarse la vida realiza diversos trabajos hasta que en 1988 es contratado para el puesto de director de relaciones exteriores del grupo Saur, especializado en la gestión del agua y de los residuos y cuyo principal accionista era Bouygues, cargo que desempeñará hasta el año 2000 en que es nombrado director de la Fundación Napoleón. Tres años antes había publicado Le 18-Brumaire: les coups d’État de Napoléon Bonaparte que le había valido el gran premio de la Fundación. A partir del año 2000 se centrará en la publicación de la Nouvelle Histoire du Premier Empire en cinco volúmenes (2002-2010) y de la correspondencia (en 10 volúmenes) y las Memorias (en 3 volúmenes) de Napoleón.
En 2016 publica una biografía de José Bonaparte. Un año antes había publicado Waterloo. 1815 y Napoléon et la France. Su última obra, publicada en 2022, la ha dedicado a Napoleón III (Napoléon III, la modernité inachevée)